# 시몬 마리우스
시몬 마리우스(라틴어: Simon Marius, 독일어: Simon Mayr, 1573년 1월 20일 ~ 1625년 1월 5일)은 독일의 천문학자이다. 그는 뉘른베르크 근처의 군첸하우젠에서 태어났으나, 이후 안스바흐에서 대부분을 지냈다.
1614년, 시몬 마리우스는 그의 저서 《Mundus Iovialis》에서 목성과 목성의 위성에 관해 설명했다. 이 저서에서 그는 갈릴레오 갈릴레이가 발견하기 며칠 전에 목성의 주요 위성 4개를 발견했다고 주장했다. 여기서 마리우스가 이미 갈릴레이와 같이 발견을 거의 비슷한 시점에 한 것으로 밝혀지면서 갈릴레이와 논쟁을 벌였고, 갈릴레오와의 도표도 1610년에 거의 비슷하게 출판하면서 유사한 점이 나타났다. 결국, 마리우스는 갈릴레이와는 독립적으로 목성의 위성을 발견했으나 적어도 갈릴레이보다 며칠 후에 발견했다는 것으로 확인되었다.
발견 우선순위에 상관없이, 신화의 이름을 딴 그가 붙인 위성 이름은 현재도 계속 사용되어 오늘날에는 가니메데, 이오, 칼리스토, 유로파 등으로 사용하고 있다.
Io, Europa, Ganimedes puer, atque Calisto
lascivo nimium perplacuere Iovi.
이오, 에우로페, 가니메데스 소년, 칼리스토는 음탕한 목성을 흠뻑 기뻐했다.
또한, 시몬 마리우스는 중세 아랍 천문학에서 알려져 있던 안드로메다 ‘성운’을 관찰했다. 마리우스의 저서에 관한 논의는 적지만 그가 발견했다는 것 자체는 존재한다는 여러 증거가 있다. 그 외에도 다른 여러 천문학적 발견이 있다.
- 1612년, 마리우스는 안드로메다 성운의 직경을 측정하고 그 ‘성운’에 관해서 마치 “뿔을 통해 빛나는 촛불”[2]같은 중심으로 갈수록 밝기가 증가하는 희미하고 창백한 빛이라고 묘사했다.[3]
- 그의 망원경을 통해 별의 ‘가짜 원반’‘’을 발견했다.[4]
- 그가 목성의 위성을 관측하면서 회전하는 데 걸리는 기간을 측정하고 갈릴레이와는 다른 궤도를 산출해냈다.[5]
- 그는 티코 브라헤의 초신성 SN 1572를 관측하고 그는 이 별을 “목성의 셋째 달보다 약간 어둡다”라고 말했다.[6]

## 저서
- Mundus Iovialis anno MDCIX Detectus Ope Perspicilli Belgici (Die Welt des Jupiter, 1609 mit dem flämischen Teleskop entdeckt; Lateinisches Faksimile und deutsche Übersetzung; Hrsg. und bearb. von Joachim Schlör. Naturwiss. begleitet und mit einem Nachw. vers. von Alois Wilder), 1614
- Zinner, E., "Zur Ehrenrettung des Simon Marius", in: Vierteljahresschrift der Astronomischen Gesellschaft, 77. Jahrgang, 1. Heft, Leipzig 1942
- Bosscha, J., "Simon Marius. Réhabilitation d´un astronome calomnié", in: Archives Nederlandaises des Sciences Exactes et Naturelles, Ser. II, T. XII, pp. 258–307, 490–528, La Haye, 1907